# Parco nazionale Călimani
Il parco nazionale Călimani (in romeno Parcul naţional Călimani) è un'area naturale protetta che si trova nella Romania centrale. Istituito nel 2000.